# Godshuis De Pelikaan

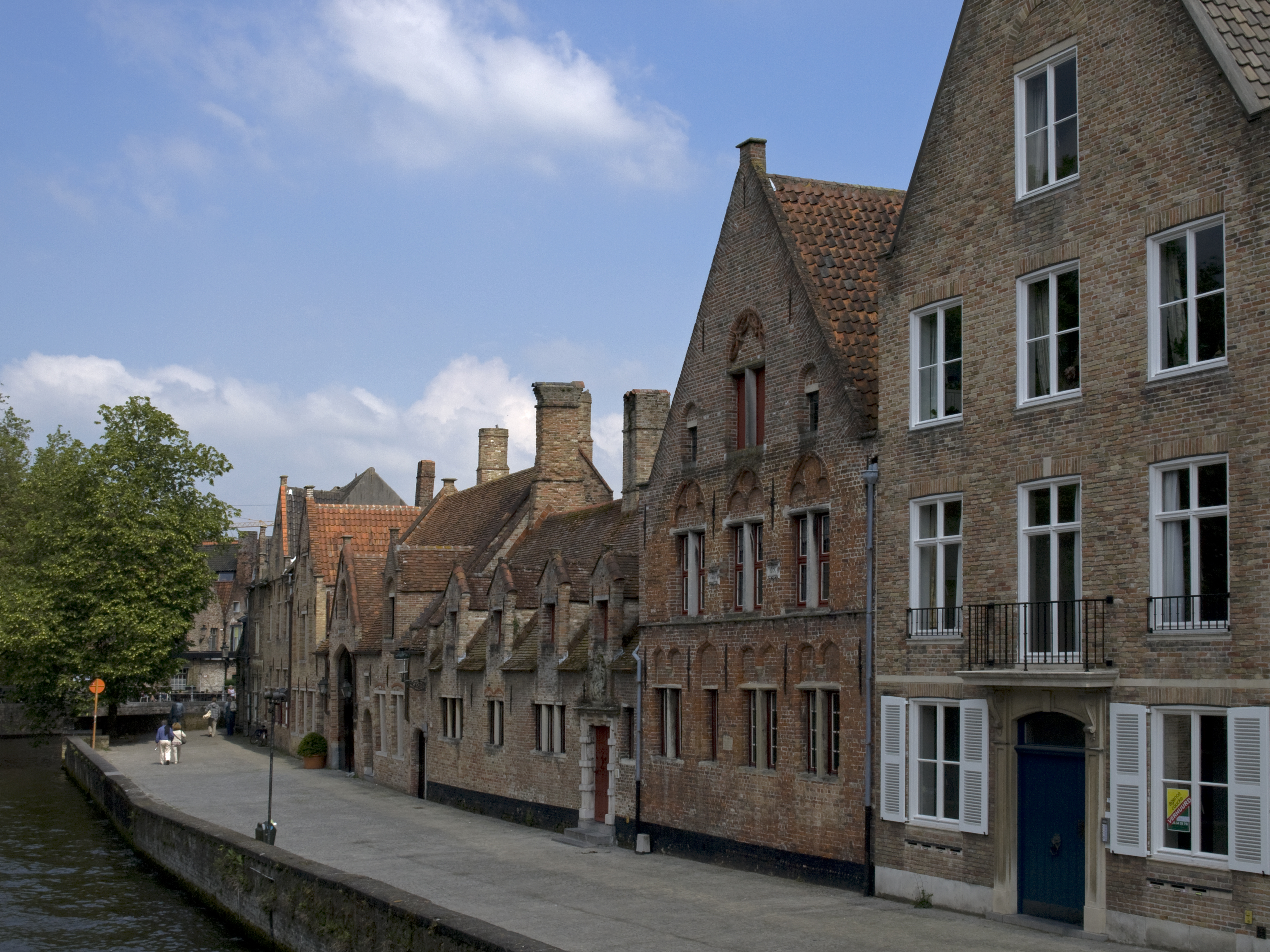
Godshuizen De Pelikaan

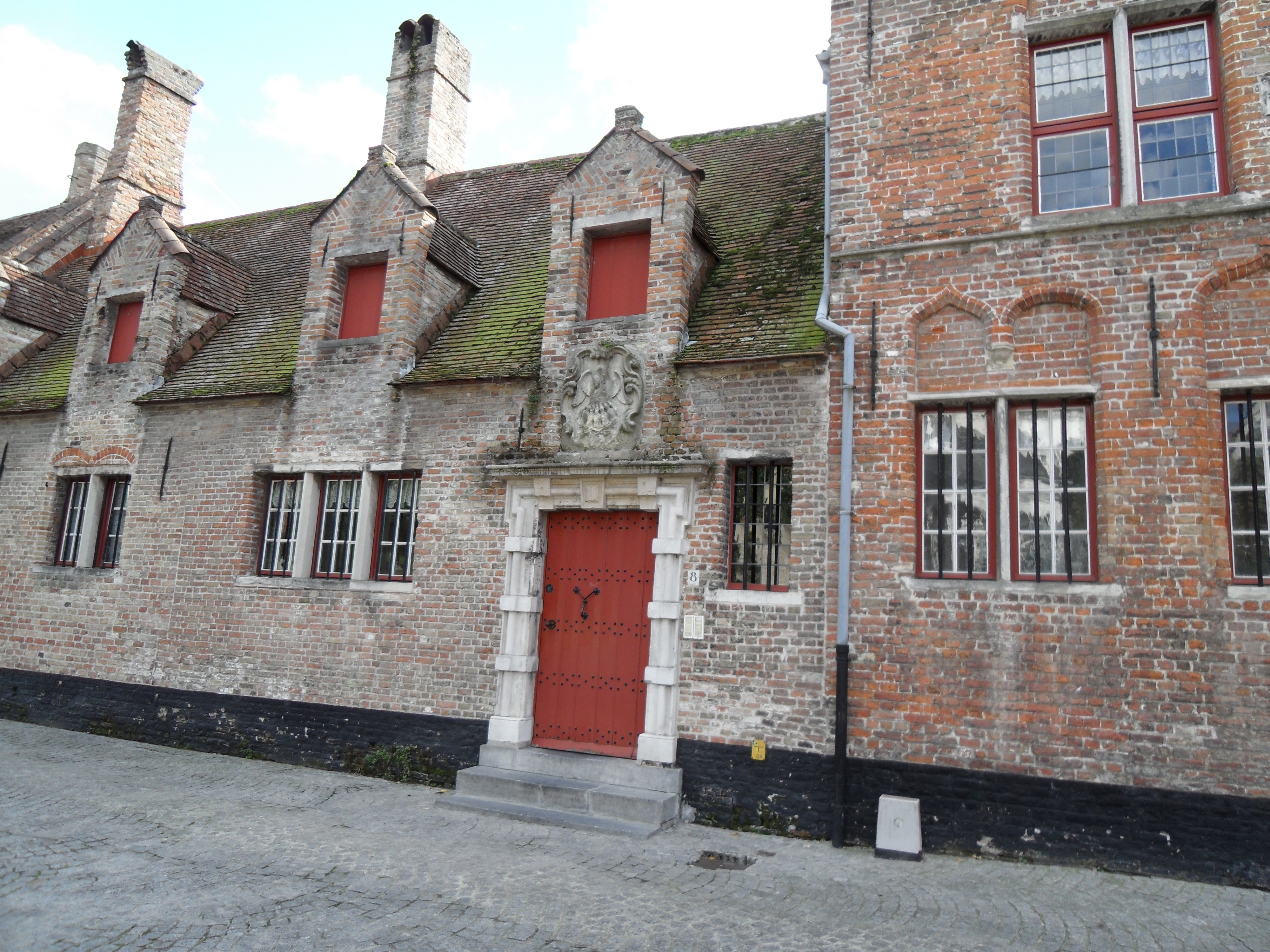
Ingangsdeur met gevelsteen van Godshuis De Pelikaan

Godshuis De Pelikaan is een gebouw, in 1707-1714 als godshuis opgericht, in het historisch centrum van Brugge.

## Frans Van Beversluys en Maria-Magdalena van Westvelt
De stichter van het godshuis De Pelikaan, Frans Van Beversluys (†Brugge, 9 juni 1717) was een zoon van notaris Pieter van Beversluys. Van 1661 tot 1671 was hij 'klerk van de vierschaar'. In 1682 werd hij griffier van de thesaurie van de stad Brugge en in 1691 van het Brugse Vrije. In 1698 werd hij algemeen ontvanger van het Vrije. Hij was getrouwd met Maria-Magdalena van Westvelt (†Brugge, 11 december 1727), dochter van Hubert van Westvelt en Johanna Boudins. Het echtpaar woonde in het door hen in 1691 gebouwde vroegbarok 'stadspaleis' genaamd 'De gouden Pelikaan' in de Predikherenstraat (nummer 25).
Ze ontpopten zich, als rijk maar kinderloos echtpaar, als aanzienlijke weldoeners, in de eerste plaats van de Onze-Lieve-Vrouwekerk en van de armendis van deze kerk. Onder de giften bevonden zich:
- een zonnemonstrans bijgenaamd de Katte van Beversluys, vervaardigd door edelsmid Jan Hermans uit massief goud en bezet met talrijke edelstenen en parels,
- een zilveren ciborie,
- een zilveren antependium of altaarkleed,
- de koordeur (1699) en armkandelaars,
- het onderhouden van ijzeren deuren en ijzeren kandelaars opgesteld achter het hoofdaltaar, de plek waar het echtpaar in 1696 een graftombe aankocht.

Nog meer giften gingen naar de armendis van de Onze-Lieve-Vrouwekerk, onder meer onder de vorm van aanzienlijke bedragen voor het uitdelen van voedingswaren (brood en vlees) aan de armen van de parochie en voor de onderhoud van de oude vrouwen in het door hen gestichte godshuis.
Verder werden aanzienlijke bedragen geschonken aan de Edele Confrérie van het Heilig Bloed voor het vervaardigen van vier zilveren kandelabers en ook aan het Grootseminarie voor het instellen van twee studiebeurzen ten gunste van arme Brugse theologiestudenten.
In 1714 stichtte het echtpaar een 'fundatie', die met het geschonken kapitaal moest zorgen voor het opdragen van een wekelijkse mis en van twee jaargetijden (met naderhand nog een derde jaargetijde voor de weduwe alleen). Tevens moest ieder jaargetijde gepaard gaan met het uitdelen van broden aan de armen. Opvallend was dat deze fundatie niet alleen de Franse Revolutie overleefde, maar zelfs tot op het einde van de negentiende eeuw bleef bestaan. Bij gebrek aan afstammelingen, waren het bloedverwanten uit de familie van Caloen die voor de brooduitdeling instonden.
Toen de weduwe overleed schonk ze een derde van haar aanzienlijk bezit aan de armendis van de Onze-Lieve-Vrouwekerk, onder de vorm van vastgoed, waarvan de opbrengst aan de armenzorg werd besteed.

## Het godshuis
De tuin van de Gouden Pelikaan strekte zich uit tot aan de Groenerei, nadat het echtpaar in 1707 het huis 'Het Seelken' had aangekocht. Daar besliste het om er het jaar daarop een godshuis te vestigen, bestemd voor zeven arme Brugse weduwen ouder dan vijftig jaar.
In 1714 werd het godshuis als instelling bevestigd door het ondertekenen van een uitgebreide stichtingsakte. Hierin werd een leefregel voorgeschreven aan de bewoonsters, werden de giften beschreven die ze regelmatig zouden ontvangen en werden de voogden aangeduid die moesten optreden nadat de stichters overleden waren. Ook het godshuis Van Camp-Sucx werd door het echtpaar begiftigd.
De Pelikaan bestond uit twee delen: een huis met drie bouwlagen, het voormalige 'Seelken' en een nieuwgebouwd eenlaagshuis. Naast de voor bewoning ingerichte vertrekken, was er ook een kapel. De stichters, die hun architecturale smaak hadden aangetoond bij de bouw van de 'Gouden Pelikaan', vergenoegden zich ook hier niet met simpele huisjes in de trant van de meeste godshuizen, maar zorgden voor iets met stijl en allure. Het geïncorporeerde 'Seelken' (uit 1634) was in gotische stijl, de nieuwbouw was barok en werd versierd met een grote gevelsteen, waarop een pelikaan werd afgebeeld die zijn jongen voedt.
In 1767 werd een deel van de tuin die bij het godshuis hoorde, verkocht aan de eigenaar van de 'Gouden Pelikaan', Frans Cortals. Hij verbond er zich toe een afscheidingsmuur te bouwen. Daarnaast moest hij ook elk jaar op de Onnozele Kinderdag aan de bewoonsters een schotel rijstpap en een wit brood aanbieden.
Tot aan de Franse Revolutie werd het godshuis als een zelfstandige stichting bestuurd door hiervoor aangestelde voogden, terwijl familieleden ook nog medezeggenschap hadden in het kiezen van de bewoonsters. Zoals alle andere godshuizen werd de Pelikaan in de Franse tijd eigendom van de Commissie van Burgerlijke Godshuizen.
Bij koninklijk besluit van 6 november 1961 genoot De Pelikaan als eerste Brugs godshuis van de wettelijke bescherming als monument. Een plan om, naar aanleiding van die bescherming, het pand om te vormen tot museum en er het leven en de huisvesting in de godshuizen tijdens de vorige eeuwen te belichten, werd na enkele tijd opgeborgen. Het aantal woningen werd op vier teruggebracht naar aanleiding van restauratiewerken die in 1971-1974 werden uitgevoerd onder de leiding van architect Luc Dugardyn.